# الیعربیه، اعزاز
الیعربیه (به عربی: الیعربیة) یک روستا در سوریه است که در ناحیه صوران (حلب) واقع شده‌است. الیعربیه ۵۵۲ نفر جمعیت دارد.